# Foyers de charité
Les Foyers de charité (forme abrégée de Foyers de lumière, de charité et d'amour), cofondés en 1936 par Marthe Robin et le père Georges Finet, sont des communautés qui rassemblent des laïcs, hommes et femmes, célibataires ou mariés, et des prêtres. 
En 2022, à la suite d'affaires d'abus sexuels, l'organisation est placée sous la gouvernance d’un délégué pontifical.

## Histoire
Les Foyers de charité sont fondés en 1936 par Marthe Robin et le père Georges Finet à Châteauneuf-de-Galaure (Drôme). Toutefois, Thierry Coustenoble, secrétaire général des Foyers de charité de 2016 à 2021, considère que Marie-Ange Merlier (1891-1978) serait la véritable inspiratrice des Foyers,.
En 1986, le Conseil pontifical pour les laïcs reconnaît l'œuvre des Foyers de charité comme association privée internationale de fidèles puis la confirme en 1999.
François Jaclot est le président de la Fondation des Foyers de charité.
Le 10 février 2022, à la suite d'affaires d'abus sexuels, le Vatican nomme le cardinal Jean-Pierre Ricard délégué pontifical pour les Foyers de charité, afin de « gouverner l’association, de manière temporaire ». Mais celui-ci démissionne un mois plus tard, officiellement pour raisons de santé, visé lui-même en réalité dès sa nomination par des accusations d'abus sexuels commis sur une mineure,, affaire qui ne sera révélée qu'au mois de novembre. Michel Dubost, évêque émérite d’Évry, le remplace le 11 mars 2022. Le 12 février 2024, Michel Dubost démissionne. Laurent Landete, ancien modérateur de la communauté de l'Emmanuel, membre du Dicastère pour les laïcs, la famille et la vie, et Christine Foulon, religieuse de l'Assomption, sont nommés délégués pontificaux. Ancien général de corps d'armée et ancien directeur de l'IHEDN, Benoît Durieux est nommé le 5 septembre 2024 à la tête des Foyers de charité.

## Description
Les Foyers de charité sont des lieux où vivent des laïcs, hommes et femmes (consacrés dans le célibat ou mariés) qui mettent en commun leurs biens et leurs compétences pour évangéliser. Chaque foyer est constitué autour d'un prêtre qui en est le responsable. Ils sont ouverts à des retraitants[réf. souhaitée].
À la suite de sa rencontre avec Marthe Robin en 1946, le prêtre dominicain Marie-Dominique Philippe vient prêcher lors de retraites, au sein des Foyers de charité. Il reste proche des Foyers et de Georges Finet jusqu'à la fin des années 1970. Jean Vanier fréquente le foyer de Tressaint dans les Côtes-d'Armor. Pour la journaliste Bernadette Sauvaget, « le mouvement se positionne dans la galaxie des deux frères Philippe, dont les graves dérives théologiques allant jusqu’à friser l’hérésie ont été mises en lumière [en 2023] ».
En 2016, l'œuvre fête ses 80 ans, à cette occasion, les 250 délégués représentant toutes les communautés se retrouvent à Châteauneuf-de-Galaure et élisent un nouveau père modérateur, Moïse Ndione,, qui démissionne lors de la nomination du cardinal Ricard le 10 février 2022.
En quelques années le nombre de Foyers de charité est passé de 78 à 68 en 2024 selon les données de la communauté. En janvier 2025, les Foyers comptent près de 900 membres : 103 sont partis entre 2016 et 2022, 116 sont entrés (pour la moitié d'entre eux en Afrique), le même nombre est décédé. Selon le magazine La Vie, il ne resterait plus qu’un tiers des effectifs dans certains foyers en France. Une des raisons de cette désaffection est la révélation des abus sexuels de plusieurs « Pères » des Foyers de charité, y compris Georges Finet.

## Aspects financiers
En 2002, Lily Lacoste-Loubat, alors âgée de 94 ans, fait donation du domaine de 8 hectares du château Latour à Pomerol au Foyer de charité Châteauneuf-de-Galaure dans la Drôme. La valeur du domaine est évaluée à l'époque à 2,2 millions d'euros. François Burel, secrétaire général des Foyers de charité, soupçonné d'abus de confiance, est mis en examen. À la suite d'une longue procédure, l'affaire est finalement classée, la justice considérant la donation conforme à la volonté de Lily Lacoste-Loubat,,. 
Par ailleurs François Burel, avec d'autres personnes, est le bénéficiaire de contrats d'assurance vie et de testaments déposés dans diverses études notariales entre 1985 et 2002.
En 2013, une vente chez Sotheby's, à Londres, de bouteilles de Petrus et de château Latour Pomerol permet aux Foyers de charité de recevoir 1,6 million d’euros.

## Procédures au conseil de prud'hommes
En février 2024, six requêtes sont en cours devant le conseil de prud'hommes. Les faits allégués sont « harcèlement au travail », « non-respect de la durée du travail et des règles liées au temps de repos », « sous-évaluation de salaire » et « travail dissimulé ». Les Foyers de Tressaint, Courset, la Flatière et Notre-Dame-de-Lacépède sont concernés par ces plaintes. Une ancienne membre explique : « Nous avons tous signé un contrat vers 2010 qui stipule que nous sommes employés des services divers à 70 heures par mois, payés au Smic, principalement payés en avantages en nature (le logement, la nourriture) ». Ainsi, elle indique qu'elle recevait seulement 150 euros par mois,.
Selon Marie-Emmanuelle Bonafé, avocate des plaignantes, les rythmes de travail étaient de l’ordre de 14 heures par jour, au moins six jours sur sept. Les victimes alléguées considéraient ces heures comme normales, « mais cela a contribué à leur épuisement physique et moral, que toutes ont ressenti et qui a perduré après leur sortie de ces communautés ». Par ailleurs, elles n’ont pas l'ensemble des trimestres nécessaires pour prendre la retraite car elles n'ont pas été déclarées ou sous-déclarées. De plus, les Foyers de charité n'ont pas adhéré à la Caisse d'assurance vieillesse, invalidité et maladie des cultes (CAVIMAC), ce qui leur a permis de diminuer le montant des cotisations mais aussi de ne pas déclarer les revenus et biens immobiliers des Foyers. Enfin nombre de membres sont obligés de rester au sein des communautés car sans ressources « ils se retrouveraient à la rue »,.

## Abus sexuels
Les Foyers de charité dévoilent en 2018 qu'André Marie Van Der Borght, fondateur du Foyer de charité de Tressaint, a eu des gestes déplacés et des comportements inappropriés à l'égard de plusieurs femmes,. En 2020, un rapport concernant Georges Finet fait état de témoignages de 26 femmes victimes en confession d'attouchements à caractère sexuel alors qu'elles étaient mineures. Toutefois, un collectif d'anciennes élèves des Foyers et la famille de Georges Finet contestent ce rapport,,.
En juin 2023, une commission pluridisciplinaire est mise en place pour enquêter au sein des Foyers de charité afin de déterminer d’éventuelles « déviations théologiques » ayant pu conduire à des « abus spirituels et sexuels ». 
En mars 2024, les membres de la commission refusent d'accepter les exigences des deux délégués pontificaux concernant leur liberté de travail et démissionnent,,. Une nouvelle commission voit le jour en janvier 2025. Ses travaux doivent s'achever en octobre 2026,. L'un de ses membres, l'historien Florian Michel, avait participé aux rapports des commissions de l'Arche et des frères de Saint Jean sur les abus de leurs fondateurs, où, selon lui, « Marthe Robin apparaît en toile de fond ». 

## Liste des foyers
D'après le site des Foyers de charité.

### En France
- Baye
- Châteauneuf-de-Galaure
- Courset
- La Flatière aux Houches
- Notre-Dame de Lacépède à Colayrac-Saint-Cirq
- Notre-Dame de Nazareth au Tampon, Réunion
- Foyer de charité d'Ottrott
- Maison Saint François à Dinard
- Notre Dame de Branguier à Peynier
- La Part-Dieu à Poissy
- Roquefort Côte d'Azur à Roquefort-les-Pins
- Sufferchoix à Lambesc
- Tressaint
- La Trinité, Martinique

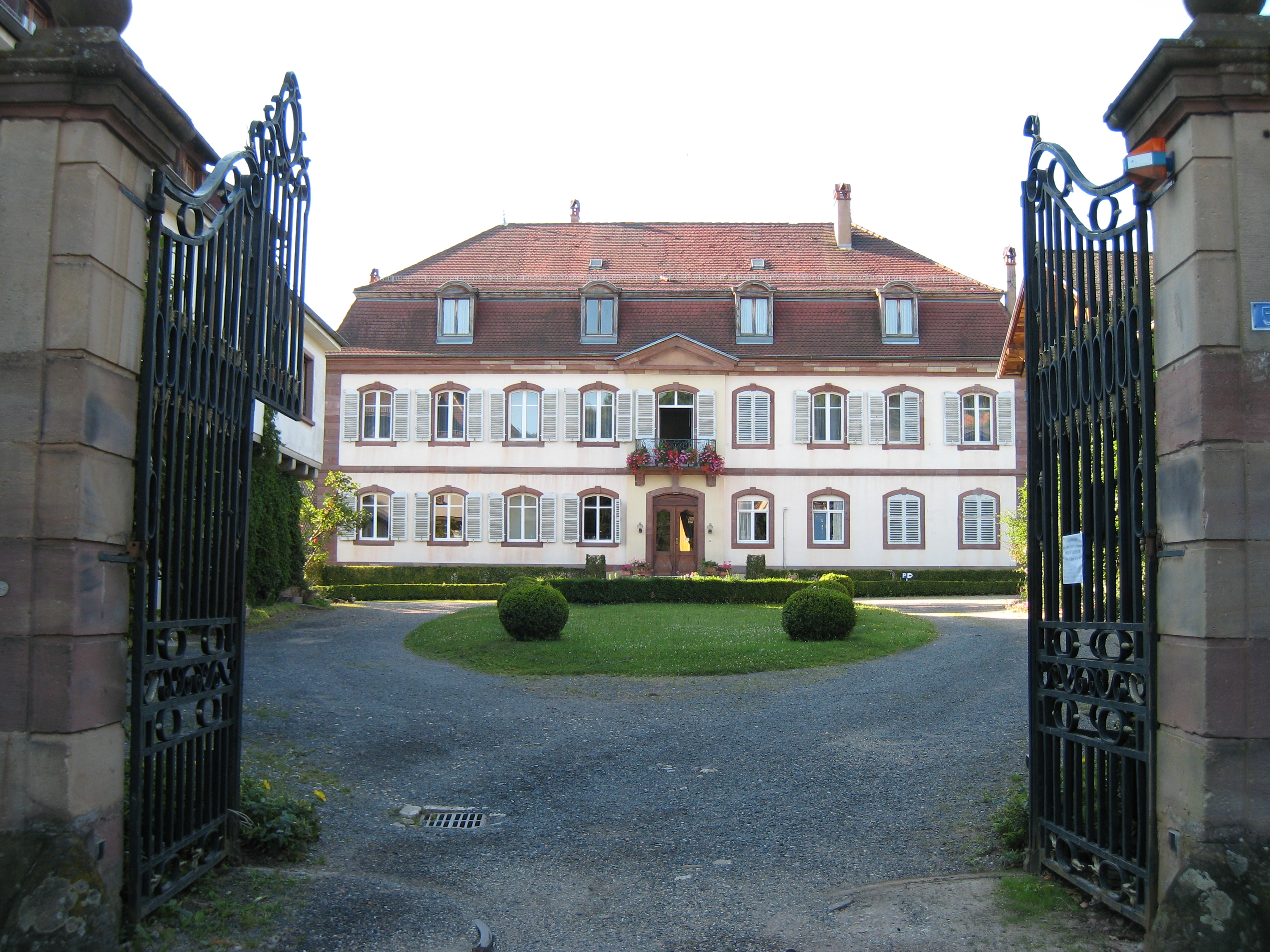
Foyer de charité d'Ottrott.
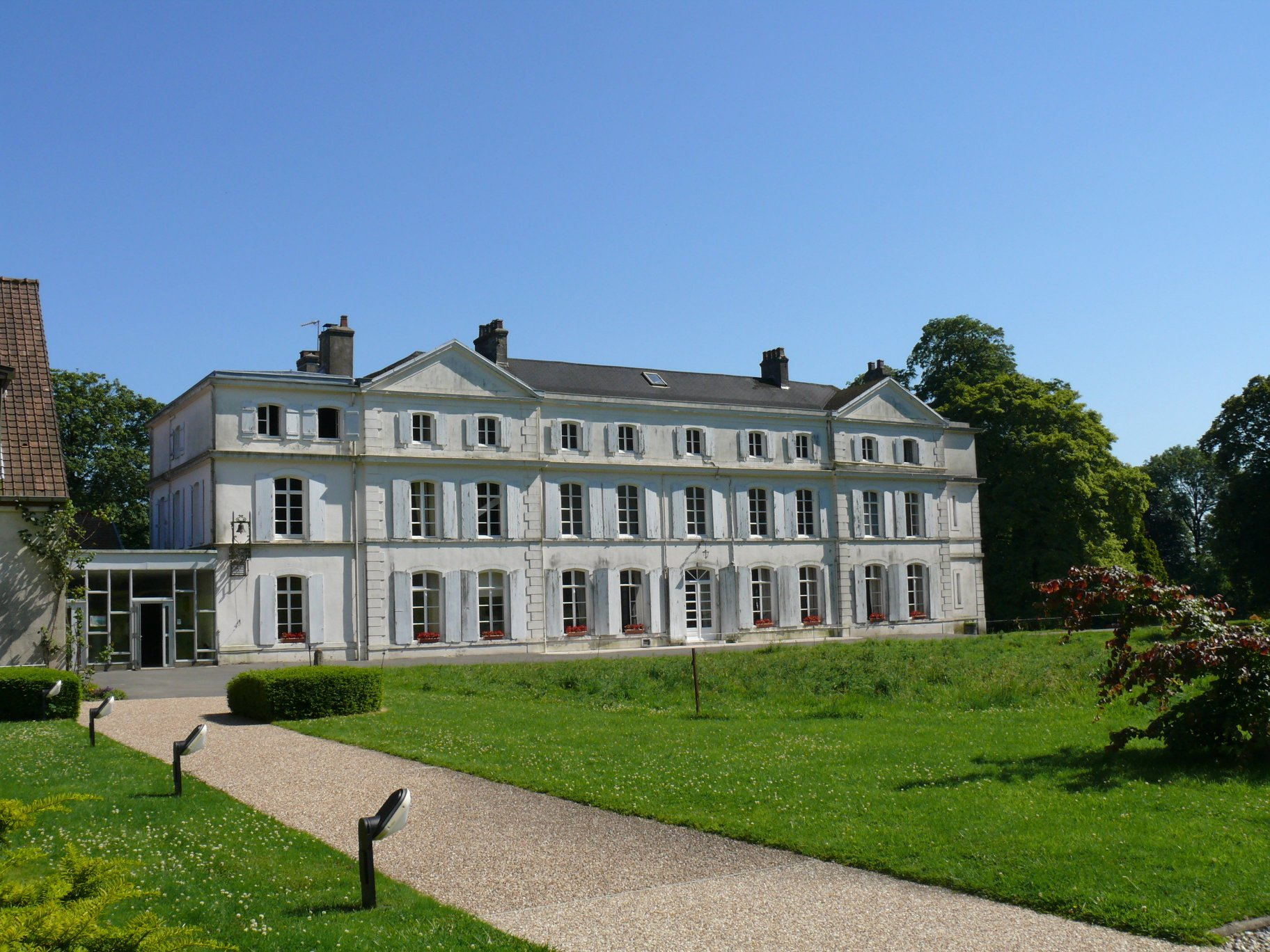
Foyer de charité de Courset.
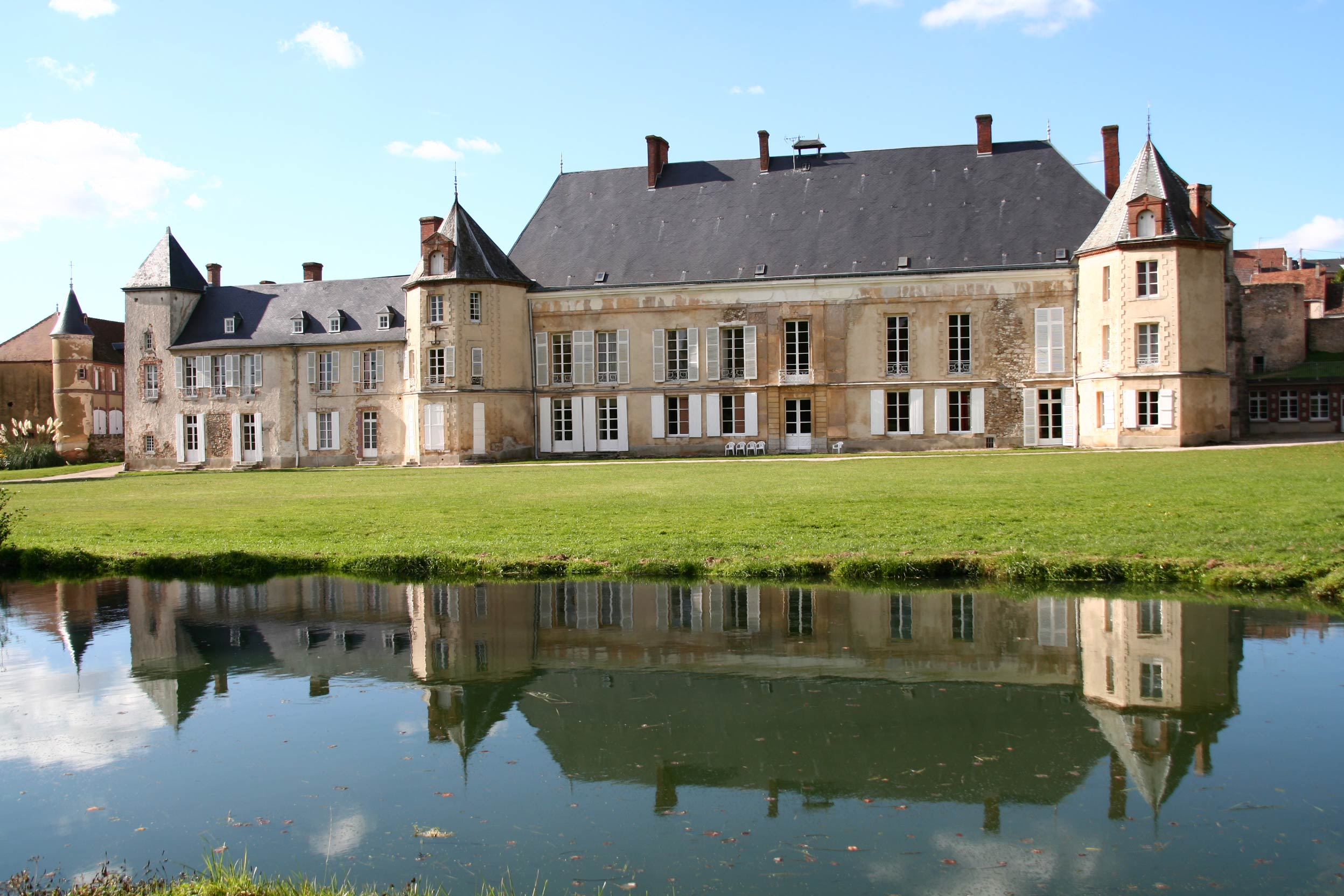
Foyer de charité de Baye.

### Dans le monde
- Europe
  - Autriche
  - Belgique
  - Irlande
  - Italie
  - Luxembourg
  - Pays-Bas
  - Pologne
  - Suisse
- Afrique
  - Bénin
  - Burkina-Faso
  - Burundi
  - Cameroun
  - Congo
  - Côte d'Ivoire
  - Gabon
  - Ghana
  - Madagascar
  - Île Maurice
  - Ouganda
  - République Centre-Afrique
  - République Démocratique du Congo
  - Rwanda
  - Sénégal
  - Togo
- Amérique
  - Argentine
  - Brésil
  - Canada
  - Chili
  - Colombie
  - Équateur
  - États-Unis
  - Haïti
  - Mexique
  - Pérou
- Asie
  - Inde
  - Japon
  - Philippines
  - Taïwan
  - Viêt-Nam